# Gustave Guillaume
Gustave Guillaume (* 16. Dezember 1883 in Paris; † 3. Februar 1960 ebenda) war ein französischer Linguist. Er entwickelte die linguistische Theorie der Psychomechanik. 

## Leben
Guillaume kam als Quereinsteiger zur Sprachwissenschaft: mit 26 Jahren lernte er als Banklehrling 1909 den anerkannten Philologen Antoine Meillet, Schüler und Freund von Ferdinand de Saussure, kennen. Guillaume erschien Meillet neben Finanzen auch in Mathematik, Physik, Philosophie, sowie älterer und neuerer Literatur kompetent, obwohl dieser nie eine Universität besucht hatte. Nach Gesprächen über Sprache und Grammatik lud Meillet Guillaume ein, seine Lehrveranstaltungen sowie die anderer Philologen an der École pratique des hautes études und am Collège de France zu besuchen, wo Guillaume historische Grammatik und die sprachvergleichenden Methoden kennenlernte. 1919 promovierte Guillaume mit einer Studie über Le problème de l'article et sa solution dans la langue française („Das Problem des Artikels und seine Lösung im Französischen“). 1929 folgte mit Temps et verbe eine weitere Publikation. Auf Meillets Initiative hin bekam er an der École Pratique des Hautes Études 1938 einen bescheidenen, wöchentlich drei Stunden umfassenden Lehrauftrag. Dort lehrte er bis zu seinem Tod vor einem zuerst kleinen, später wachsenden Zuhörerkreis. Gustave Guillaume starb am 3. Februar 1960 in Paris. Sein Grab befindet sich auf dem Friedhof Montparnasse.

## Leistungen
Zu Lebzeiten blieb Guillaume weitgehend verkannt. Die Aufsätze, die Guillaume in wissenschaftlichen Zeitschriften veröffentlichte, wurden entweder nicht beachtet oder erhielten harsche Kritik. Abgesehen von seinem Lehrer Meillet würdigten allerdings auch Wissenschaftler wie Louis Havet (1849–1925), Joseph Vendryes, Paul Imbs und Robert-Léon Wagner (der in Zusammenarbeit mit Jacqueline Pinchon eine Grammatik des Französischen schrieb) schon zu Lebzeiten seine Entdeckungen. Ihre Unterstützung hat jedoch anscheinend nicht genügt, um die Guillaume‘sche Linguistik vor Missverständnissen zu bewahren. Noch in den 1970er Jahren war Guillaumes Theorie umstritten.

## Rezeption
Nach Guillaumes Tod 1960 erbte sein Schüler Roch Valin seine 60.000 Seiten umfassenden Manuskripte. Nach Valins Rückkehr nach Kanada wurde er Professor und Leiter des sprachwissenschaftlichen Institutes der Universität Laval (Stadt Québec). Dort gründete Valin den Fonds Gustave Guillaume, eine Stiftung, die die Manuskripte des Linguisten aufbewahrt. Im Lauf seiner Karriere hat Valin jüngere französisch- und englischsprachige Wissenschaftler nach den Methoden der Psychomechanik der menschlichen Rede ausgebildet. 1964 gab Valin in Langage et science du langage die vergriffenen Aufsätze Guillaumes neu heraus. 1971 begann er mit der Veröffentlichung der zwischen 1938 und 1960 in der Ecole Pratique abgehaltenen Kurse, von denen sechzehn von geplanten dreißig Bänden erschienen sind. Unter der Leitung von Valins Nachfolger, Ronald Lowe, wird seit 2003 die neue Reihe „Essais et mémoires de Gustave Guillaume“ herausgegeben. Darin sind unter anderem Guillaumes zweibändiges Werk Prolégomènes à la linguistique structurale wiederaufgelegt worden. 
Nicht nur Linguisten und Grammatiker haben das Denken Guillaumes gewürdigt. Auch andere Geisteswissenschaftler, wie zum Beispiel der Philosoph Paul Ricœur, haben früh auf die Psychomechanik aufmerksam gemacht. Schon in den 1960er Jahren wies ein anderer Philosoph, Gilles Deleuze, auf die Bedeutung von Guillaumes Werk hin, und rief dazu auf, es zu „entdecken“. Heute findet die Psychomechanik in der Sprachwissenschaft zunehmend Resonanz, innerhalb wie außerhalb des frankophonen Sprachraumes. Sprachwissenschaftler weltweit interessieren sich für diese neue Strömung innerhalb der modernen Linguistik. 2000 erschien die deutsche Übersetzung einer einführenden Textsammlung Guillaumes unter dem Titel Grundzüge einer theoretischen Linguistik (frz. Principes de linguistique théorique de Gustave Guillaume).

## Werke
- Guillaume, Gustave: Grundzüge einer theoretischen Linguistik. Max Niemeyer Verlag, 2000. ISBN 3-484-73050-1

- Guillaume, Gustave: Vier Aufsätze für eine neue Linguistik. Mit Beiträgen von Robert-Léon Wagner, Roch Valin und Denise Sadek-Khalil. Herausgegeben von Pierre Blanchaud. Verlag Dr. Kovac, 2006. ISBN 3-8300-2071-6